# Begonia jamilahanuana
Espèce
Begonia jamilahanuana est une espèce de plantes de la famille des Begoniaceae. Ce bégonia à port de bambou, originaire du Sarawak (île de Bornéo) en Asie tropicale, a été décrit en 2016. 

## Répartition géographique
Cette espèce est originaire du Sarawak (Bornéo, Malaisie).

## Classification
Begonia jamilahanuana fait partie de la section Petermannia du genre Begonia, famille des Begoniaceae.
L'espèce a été décrite en 2016 par le botaniste Sang Julia. L'épithète spécifique jamilahanuana signifie « de Jamilah Anu », un hommage à YA Bhg. Datin Patinggi Dato Hajah Jamilah bt. Haji Anu, femme du cinquième chef Ministre du Sarawak.
Publication originale : (en) Julia Sang, Ruth Kiew, Eight new Begonia (Begoniaceae) species from the Lanjak Entimau Wildlife Sanctuary and Batang Ai National Park, Sarawak, Borneo dans Gardens’ Bulletin Singapore 68(2): 257–277. 2016.